# Ivan Brkić (glumac)
Ivan Brkić (Vinkovci, 15. siječnja 1960. – Zagreb, 5. rujna 2015.) bio je hrvatski kazališni, televizijski i filmski glumac.

## Životopis
Ivan Brkić diplomirao je glumu 1984. u razredu Fabijana Šovagovića na Akademiji dramske umjetnosti u Osijeku.  Bio je angažiran u Hrvatskom narodnom kazalištu u Osijeku od 1982. do 1985. i od 1986. do 1988. godine. Bio je član je ansambla Drame Hrvatskoga narodnog kazališta u Zagrebu od 1992. godine. Kao glumac koji njeguje tzv. filmsku glumu, na sceni zagrebačkog HNK ostvario je niz zapaženih karakternih uloga, među ostalima: Jahija (I. Gundulić Osman), Publije Elije (I. Aralica Propast Magnuma), Tamničar (P. Corneille Iluzija), Dr. Paul Altmann (M. Krleža Gospoda Glembajevi), Fortunat (I. Brešan Potopljena zvona), Fortinbras/Duh Hamletova oca (W. Shakespeare Hamlet), Bartul Gorma  (N. Fabrio Berenikina kosa), Filip (A. Šenoa Kletva), Dživo (M. Držić Skup) i druge. Surađivao je u HNK Ivana pl. Zajca u Rijeci (N. Fabrio Vježbanje života) i Satiričkome kazalištu Kerempuh (I. Brešan Predstava Hamleta u selu Mrduša Donja). Kao izrazito sugestivan filmski glumac ostvario je velik broj uloga u filmovima i TV serijama. Jedna od posljednjih uloga bila mu je u predstavi Hrvatski emigranti redatelja Miroslava Međimorca, Gradskog kazališta "Joza Ivakić" Vinkovci, za koju je na 22. Festivalu glumca primio Nagradu "Fabijan Šovagović" za najbolju mušku ulogu.

## Filmografija

### Televizijske uloge
- "Patrola na cesti" kao Ivan (2015.)
- "Odmori se, zaslužio si" kao otac (2013.)
- "Stipe u gostima" kao Marko (2012.)
- "Loza" kao Mršić (2011.)
- "Stipe u gostima" kao Marko i Stipin rođak Jozo Vlaj (2009.-2012.)
- "Zakon!" kao Rajnin i Nevenkin stari (2009.)
- "Mamutica" kao Bralić (2008.)
- "Balkan Inc." kao Momo Desnica (2006.)
- "Bitange i princeze" kao Paško i rođak (2005. – 2010.)
- "Duga mraćna noć" kao Brko i drug komandant (2005.)
- "Novo doba" kao Anđelko Barić (2002.)
- "Obiteljska stvar" kao Hrpa (1998.)
- "Olujne tišine 1895-1995" kao Jovo Bugalić (1997.)
- "Luka" kao poslovođa Nail (1992.)
- "Đuka Begović" kao stražar (1991.)

### Filmske uloge
- "Ministarstvo ljubavi" kao šef sale (2016.) - postumna uloga
- "S one strane" kao Mato (2016.)
- "Ne pričamo o vama nego o djeci" (kratki film) (2015.)
- "Savršen dan" kao vlasnik trgovine (2015.)
- "Most na kraju svijeta" kao ustaša (2014.)
- "Šegrt Hlapić" kao žandar (2013.)
- "Svećenikova djeca" kao Luka (2013.)
- "Metastaze" kao Brane (2009.)
- "Iza stakla" kao Slavko (2008.)
- "Rastanak" (kratki film) kao otac (2008.)
- "Moram spavat', anđele" kao Gojko (2007.)
- "Mrtvi kutovi" kao Joža (2005.)
- "Dva igrača s klupe" kao švercer (2005.)
- "Oprosti za kung fu" kao Ljubo (2004.)
- "Duga mračna noć" kao Brko (2004.)
- "Infekcija" kao dimnjačar #1 (2003.)
- "Tu" kao recepcionar (2003.)
- "Ne dao Bog većeg zla" kao pokeraš #1 (2002.)
- "Holding" kao skladištar (2001.)
- "Je li jasno, prijatelju?" kao Ahmet (2000.)
- "Blagajnica hoće ići na more" kao šef Miljenko (2000.)
- "Crvena prašina" kao radnik iz menze Bevanda (1999.)
- "Maršal" (1999.)
- "Bogorodica" kao četnik Đorđe (1999.)
- "Territorio Comanche" kao Francotirador (1997.)
- "Kako je počeo rat na mom otoku" kao Roko Papak (1996.)
- "Isprani" (1995.)
- "Mrtva točka" kao šef Peep Showa (1995.)
- "Gospa" kao zatvorski čuvar (1994.)
- "Vukovar se vraća kući"  kao satnik (1994.)
- "Cijena života" kao Vaso (1994.)
- "Vrijeme za..." (1993.)
- "Đuka Begović" kao stražar (1991.)
- "Vježbanje života" (1991.)
- "Sokol ga nije volio" kao stražar (1988.)
- "Gospodski život Stipe Zvonareva" kao lugar (1988.)

## Vanjske poveznice
- HNK u Zagrebu: Ivan Brkić[neaktivna poveznica] (životopis)
- Port.hr – Ivan Brkić (film i kazalište)
- Moj TV.hr – Ivan Brkić (filmografija)
- Ivan Brkić u internetskoj bazi filmova IMDb-u (engl.)